# مدخل إلى نظرية إم
من وجهة نظر لا تقنية، نظرية-إم تقدم فكرة حول المادة الأساسية للكون.

## خلفية
في بدايات القرن العشرين، أُثبت بأن الذرّة تحتوي على جسيمات أصغر، وتٌسمى بالبروتونات، والنيوترونات والإلكترونات، المعروفة بالجسيمات الدون ذرية. وفي بداية الستينات، جسيمات دون ذرية أخرى قد أُكتشفت. وفي الثمانينات، أُكتشف بأن النيوترونات والبروتونات (و بعض الهاردونات الأخرى) مكونة أيضاً من جسيمات أصغر تسمى الكواركات. لذا أتت النظرية الكمومية بمجموعة من القوانين لوصف تفاعلات تلك الجسيمات.
في الثمانينات، ظهرت نموذج رياضياتي جديد في الفيزياء النظرية تُسمى بنظرية الأوتار. وقد شرحت كيف أن جميع الجسيمات، وجميع أشكال الطاقة في الكون، يمكن أن تُبنى بواسطة «أوتار» افتراضية إحادية البعد، وهذه الأوتار لامتناهية في الصغر وتعتبر البنية الأساسية لجميع الأجسام وتحتوي على بعد واحد للطول، وليس لارتفاعها وعرضها بعد. بالإضافة، تقترح نظرية الأوتار بأن الكون مبني على عدة أبعاد. إلا أننا لم نألف إلا على الأبعاد المكانية الثلاثة -الطول والعرض والارتفاع-, وعلى البعد الزمني، مما يعني أن هناك أربعة أبعاد فقط يمكننا ملاحظتها. على أية حال، تم وضع نظريات الأوتار مبدئياً لدعم فكرو وجود عشرة أبعاد—الأبعاد الأربعة المحسوسة مع 6 أبعاد لا يمكن رؤيتها. لكن سرعان ما أكُتشف بأن هناك 11 بعد، وهذا على أساس التفسيرات المختلفة لنظرية العشرة أبعاد، التي أدت إلى إنشاء خمسة نظريات جزئية. نظرية الثقالة الفائقة لعبت أيضاً دوراً مهماً في اكتشاف البعد الحادي عشر.
هذه «الأوتار» تتذبذب في أبعاد متعددة، واعتماداً على طريقة اهتزازها، فمن المحتمل بأن نراها في الفضاء الثلاثي الأبعاد كمادة، أو كضوء، أو كثقالة. فذبذبة الأوتار هي التي ستحدد ما إن ستكون مادة أو طاقة. وإن جميع أشكال المادة والطاقة هي نتيجة لتلك الاهتزازات.
إن نظرية الأوتار، أستمرت في حل هذه المسألة: حيث أنها اكتشفت معادلة أخرى; ومن ثم معادلة أخرى، وأيضاً معادلة أخرى. وأخيراً، أصبح هناك خمس نظريات. الاختلافات الرئيسية بين كل نظرية هو عدد الأبعاد التي تقوم الأوتار بتطويرها، وخصائصها (بعضها حلقات مفتوحة، وبعضها حلقات مغلقة، إلخ.). وزيادةً على هذا، تبدو جميع هذه النظريات صحيحة. لكن العلماء لم يكونوا مرتاحين لوجود خمسة معادلات كلاً منها تتعارض مع الأخرى.
و في منتصف التسعينات، قام أحد علماء نظرية الأوتار المسمى إدوارد ويتن من معهد الدراسات المتقدمة مع بعض الباحثين المهمين باعتبار إن الخمس المعادلات المختلفة لنظرية الأوتار تحاول وصف نفس الشيء لكن من منظورات مختلفة. لذلك قاموا باقتراح نظرية موحدة لها وسُميت «بنظرية-إم», حيث إنه لم يتم تعريف الحرف «إم», لكن العديد من العلماء يعتبرونها اختصار للكلمة الإنجليزية "membrane" التي تعني «غشاء». هناك العديد من التفسيرات الأخرى مثل: «matrix المصفوفة», و«mother الأم», و«monster الوحش», و«mystery الغموض» و«magic السحر». فنظرية أم قد قامت بجمع النظريات الخمسة مع بعضها. وقد تم ذلك بعد أن تم التأكد بأن الأوتار هي شرائح أحادية البعد لغشاء ثنائي الأبعاد تهتز في فضاء له إحدى عشر بعد.

## الحالة
نظرية-إم لم تكتمل بعد، لكن تم تأسيس بنيتها الأساسية للرياضيات بالفعل، بالإضافة إلى أنها متفقة مع جميع الملاحظات العلمية في الكون. وزيادة على هذا، فقد نجحت في العديد من الاختبارات حول تماسكها الرياضياتي الداخلي التي فشلت فيها العديد من المحاولات التي تحاول ربط الميكانيك الكمومي مع الثقالة. ولسؤء الحظ، إلى أن نجد طريقة لرؤية أبعاد أعلى (و التي تعتبر مستحيلة في مستوانا التقني الحالي) تبقى نظرية-إم في وقت صعب لإيجاد تنبؤات يمكن اختبارها في المختبرات العلمية. ومن ناحية تقنية، قد لا يمكن «إثبات» هذه النظرية أبداً.ومع هذا، لايزال العديد من الكوسمولوجيين يستعملون نظرية-إم بسبب أناقتها الرياضياتية وبساطتها النسبية. الكاتب والفيزيائي ميتشيو كاكو أشار بأن نظرية-إم يمكن أن تساعدنا لإيجاد «نظرية كل شيء» التي تحتوي على معادلة مختصرة يمكن كتابتها على القميص. أما ستيفن هوكينغ كان يعتقد بأن نظرية-إم هي النظرية النهائية، لكن في وقت لاحق قال بأن الأبحاث في علوم الفيزياء والرياضيات لا يمكن أن تكتمل.

## الكتب
- براين غرين has written books explaining string theory and M-theory for the layperson in 1999, الكون الرائع (كتاب), ISBN 0-375-70811-1 and in 2004, نسيج الكون (كتاب), ISBN 0-375-41288-3.
- Musser، George (2008). The Complete Idiot's Guide to String Theory. Indianapolis: Alpha. ص. 368. {{استشهاد بكتاب}}: تجاهل المحلل الوسيط |الرقم المعياري= لأنه غير معروف، ويقترح استخدام |ردمك= (مساعدة)
- Smolin, Lee. The Trouble With Physics: The Rise of String Theory, the Fall of a Science, and What Comes Next (2006), Houghton Mifflin. ISBN 978-0-618-55105-7.
- Woit, Peter. Not Even Wrong: The Failure of String Theory & the Continuing Challenge to Unify the Laws of Physics, 2006. ISBN 0-224-07605-1 (Jonathan Cape), ISBN 0-465-09275-6 (Basic Books)

## وصلات خارجية
- The Elegant Universe - A Three-Hour miniseries with براين غرين by NOVA (original PBS Broadcast Dates: October 28, 8-10 p.m. and November 4, 8-9 p.m., 2003). Various images, texts, videos and animations explaining string theory and M-theory.
- Superstringtheory.com - The "Official String Theory Web Site", created by Patricia Schwarz. Excellent references on string theory and M-theory for the layperson and expert.
- Basics of M-Theory  نسخة محفوظة 5 نوفمبر 2017 على موقع واي باك مشين. by A. Miemiec and I. Schnakenburg is a lecture note on M-Theory published in Fortsch.Phys.54:5-72,2006.